# يمكن للأسرار أن تقتل
يمكن للأسرار أن تقتل (بالإنجليزية: Secrets Can Kill)‏ هي الأولى من عدة ألعاب كمبيوتر نانسي درو مطورة من قبل هير إنتراكتيف وتم إصدارها عام 1998. وتلتها ترقب الخطر. اللعبة مبنية على كتاب «يمكن للأسرار أن تقتل»، وهو الكتاب الأول في سلسلة ملفات نانسي درو. تجري أحداث اللعبة في البلدة الوهمية باسيو ديل مار، فلوريدا. هذه اللعبة هي أيضاً الأولى وحتى الآن الوحيدة التي يتم فيها استدعاء نانسي للتحقيق في جريمة قتل.
يمكن للأسرار أن تقتل هي لعبة من منظور الشخص الأول. اللعبة ثلاثية الأبعاد، لكن على عكس الألعاب اللاحقة، الشخصيات ثنائية الأبعاد.
سيكريتس كان كيل ريماسترد نسخة أعيد إتقانها، تم إصدارها 24 أغسطس عام 2010. مبيعات اللعبة الأصلية تم إيقافها 1 أغسطس 2010.

## الشخصيات
- جايك روجيرز -- طالب لا يحظى بشعبية كبيرة وجد مقتولاً في أسفل الدرج في المدرسة الثانوية. وهو غير محبوب من قبل أي أحد ويبدو أن له انجذاب لابتزاز الناس.
- داريل غراي -- داريل هو مخبر. يمكن العثور عليه في مطعم ماكسين، الذي يعمل به. هو الذي وجد جثة الضحية. والده هو السيناتور السابق يوجين غراي وبالتالي تعتبر عائلته غنية.
- هال تاناكا -- هال طالب تبادل أجنبي من اليابان. وهو مركز على الحصول على منحة دراسية لكي يتمكن من دخول الجامعة ويصبح طبيباً. هو دائماً في قبة الدراسة في المدرسة.
- كوني واتسون -- كوني فتاة صعبة ماهرة في الجودو سراً، هي متواجدة دائماً في ردهة الطلبة.
- هيكتور «هالك» سانتشيز -- هالك رياضي يأمل أن يلعب في كرة قدم الكلية، ويوماً ما في فريق دلافين ميامي. لكن هالك يحتاج منحة رياضية ليحقق هذا الحلم.
- ميتش ديلين -- ميتش هو رجل خدمات غلايات المدرسة (فقط في الكتاب) ولا يظهر كثيراً في اللعبة.

## الحبكة
تذهب نانسي إلى فلوريدا لتزور عمتها إلويس. طالب في المدرسة الثانوية التي تعمل فيها إلويس كأمينة للمكتبة قتل. إلويس تطلب من نانسي أن تحقق في الأمر، وتتنقل نانسي بسرية كطالبة جديدة وتلتقي بشخصيات اللعبة. من خلال لعب اللعبة، سيكتشف اللاعب أن جايك روجيرز كان يبتز الشخصيات الأخرى بأدلة فيديو عن أفعالهم السيئة :
- اتخذ هال تاناكا عملاً إضافياً لكي يوافق عليه من أجل منحته الدراسية. فقرر أن يسرق مقالاً إنكليزي من كتاب من مكتبة المدرسة، فصوره جايك على الكاميرا. ثم أجبر جايك تاناكا على القيام بواجباته المنزلية للفصل الدراسي، أو سيكشف الحقيقة أمام عائلته.
- وكانت كوني واتسون تواجه مصاعب مالية في الدخول إلى الكلية. لذا قررت استخدام خبرتها في الجودو للتنافس سرياً في بطولة الجودو للرجال التي فازتها بسهولة إلى جانب الجائزة المالية. فصورها جايك وهي تنزع قناعها، وأجبرها فيما بعد بمواعدته.
- تلقى هيكتور سانتشيز إصابة سيئة بينما كان يلعب كرة القدم الأمريكية، ومن أجل مواصلة اللعب وإبهار كشافة الكلية قرر اقتحام مصنع عقاقير محلي ليسرق منشطات. ثم أجبره جايك أن يكون تابعه بأدلة فيديو له يترك المصنع.
- انخرط داريل غراي في صفقة تهريب مخدرات مع ميتش ديلين. صور جايك لقطات فيديو للصفقة وطالب بالتالي حصة من الأرباح التي تحصل عليها داريل.
- أدار ميتش ديلين عصابة نقل مخدرات من مصنع أدوية محلي. عندما صور جايك لقطات فيديو لصفقة بينه وداريل غراي، فحاول ابتزاز ميتش. مع ذلك لم يكن ميتش سهل الإكراه، وقتل جايك، وحشا شريط الفيديو في فتحة التهوية وراء غلاية المدرسة.

يحصل اللاعب في النهاية ما يكفي من الأدلة لإقناع داريل لإيقاف ميتش. يواجه داريل ونانسي ميتش في مصنع عقاقير، حيث حاول الأخير إسكاتهما. لكن تتم مقاطعته بوصول كوني التي تسقط المسدس من يد ميتش. التي تلتقطه نانسي وبقوة السلاح تصنع اعتقالاً مدنياً. تنتهي اللعبة مع عودة الحياة إلى طبيعتها، وتتلقى نانسي عرض عمل في قضية جديدة في أستوديو (ترقب الخطر).

### أصدقاء الهاتف
الشخصيات مألوفة لأولئك الذين قرأو الكتب. في اللعبة، تتصل نانسي بهم من أجل التلميحات وللمرح. هؤلاء هم :
- بيس مارفن - واحدة من أفضل أصدقاء نانسي.
- جورج فاين - الصديقة المفضلة الأخرى لنانسي وابنة عم بيس.
- نيد نيكرسون - حبيب نانسي.

جايك والعمة إلويس هما الشخصيان الوحيدتان التي تسمع صوتهما لكن لا تلتقي بهما أبداً. يمكنك سماع صوت جايك عندما تتصل بـ 555-JAKE عندما يقول «لقد وصلت إلى خزانة جايك». يمكنك سماع صوت إلويس عندما تتصل بالرقم على بطاقة الهاتف.

### أرقام الهاتف
طوال اللعبة ستعثر على أرقام هواتف على أشياء مختلفة. بيس، جورج ونيد يمكن أن توفر تلميحات لنانسي. مقدار المساعدة يتوقف على مدى الصعوبة، التلميحات في وضع المبتدأ قد توفر بعض الضوء بينما التلميحات في وضع الخبير شبه غير مجدية، إن لم تكن معدومة. وبعضها فقط للمتعة، وليست ضرورية لإكمال اللعبة :
- نيد نيكرسون - 1-523-555-4357
- مطعم ماكسين - 555-2700

## الممثلين
نانسي درو\جورج فاين -- لاني مينيلا.

أصوات -- ريك كالفيرت، بيل كوركيري، كينتون ليتش، دونا راوري وجون ترونغ.

## الحوادث
خلال اللعبة وغيرها من ألعاب كمبيوتر نانسي درو، هناك عدد من الأخطاء القاتلة التي يمكنك القيام بها، كالسقوط عن الدرج وإشعال النار في شيء ما. يمكن استخدام خيار «الفرصة الثانية» لتصحيح هذه الأخطاء. وهذه قائمة من الأخطاء التي يمكن اقترافها في هذه اللعبة :
- الفشل في استبدال قواطع المسامير بالمغرفة وصنع تسريب للغاز الذي يسبب في انفجار المطعم.
- عدم إصلاح الغلاية في الوقت المناسب مما يسبب في انفجار ثانوية باسيو ديل مار.
- عدم إشارة السلاح على الجاني في الوقت المناسب.

## بيض الفصح
- يمكنك العثور على كتاب عنوانه كارولين كيين (كاتبة نانسي درو).
- في هذه اللعبة أيضاً يمكنك الاتصال بالأرقام التالية :

العمة إلويس (الرقم على بطاقة الهاتف) - 555-1204.
مستودع المخدرات - 555-3784 (555-DRUG).
بيتزا توني - 555-8669 (555-TONY).
نادي الجودو - 555-5836 (555-JUDO).
الشرطة - 555-4855 (555 HULK). رغم أن لا علاقة بهالك بالشرطة.
أنقذ نادي خروف البحر - 1-800-432-JOIN.
خزانة جايك - 555-5253 (555-JAKE).

## وصلات خارجية
- يمكن للأسرار أن تقتل على موقع IMDb (الإنجليزية)

- يمكن للأسرار أن تقتل من هير إنتراكتيف.

ملاحظة: العناوين المختلفة في السلسلة لا تشكل حبكة مستمرة، لكن معرفة الألعاب السابقة يسهل من العثور على بيض الفصح
| سبقه لا يوجد | ألعاب نانسي درو 1998-الآن | تبعه ترقب الخطر |